# Нуар (аниме)
Noir (яп. ノワール нова:ру), официально изданный в России под названием «Нуар», — 26-серийный аниме-сериал, выпущенный в 2001 году студией Bee Train. Слово noir в переводе с французского означает «чёрный» и применяется также к жанру фильмов-нуар. Хотя в контексте сериала «Noir» — это имя собственное, в названии содержится намёк и на оба других значения, так как символизм чёрного цвета играет в нём важную роль, а в сюжете используются элементы, типичные для фильмов-нуар.

## Сюжет
Действие сериала происходит примерно в 2010-м году и посвящено двум наёмным убийцам, работающим под кодовым именем «Нуар». У обеих девушек странное прошлое, однако, чем ближе сюжет продвигается к развязке, тем больше всплывает мрачных подробностей, представляющих их в совершенно ином свете. Мирей Буке — молодая корсиканка, живущая в Париже и известная как едва ли не самая надёжная наёмная убийца мира. В один прекрасный день она получает по электронной почте приглашение «совершить паломничество в прошлое» от японской школьницы Кирики Юмуры. Причём вниманием Мирей Буке завладевает аудиофайл, прикреплённый к письму и воспроизводящий мелодию, которую она слышала только раз в жизни — стоя над телами неизвестно кем убитых родителей в раннем детстве.
Подстёгиваемая любопытством, Мирей встречается с Кирикой, однако, прежде чем они успевают начать разговор, на девушек нападает группа вооружённых мужчин, которые, впрочем, в кратчайшие сроки гибнут от руки на первый взгляд безобидной японки, демонстрирующей почти сверхчеловеческие боевые навыки. Как выясняется позже, Кирика страдает полной амнезией, и единственное, что она помнит, — это своё прежнее имя, «Нуар», и контактные данные Мирей. Все же остальные сведения о ней и её прошлом, включая её нынешнее имя, кем-то тщательно подделаны. Кирика просит Мирей помочь ей вернуть потерянную память, восстановив тем самым картину её прошлого. Поскольку у корсиканки в этом есть и свой интерес — убийца её родителей так и не был найден, — она соглашается, но с условием, что когда их цель будет достигнута, она убьёт свою новую напарницу, знающую о ней слишком много. Кирика немедленно принимает условие, и вскоре они начинают выполнять заказы на убийства под новым кодовым именем — тем самым «Нуар». Сюжет сериала описывает противостояние двух наёмных убийц и тайной организации, именующей себя Les Soldats (с фр. — «солдаты»), связанной с их дуэтом изначально непонятной мистической связью. Да и сам титул «Нуар», как постепенно выясняется, обладает своей мрачной историей… Параллельно идёт менее очевидное, но не менее значимое для сюжета развитие отношений между Мирей и Кирикой, которое многие ценители аниме почитают за самый удачный аспект сериала.

## Персонажи
В «Нуаре» всего четыре персонажа (все четыре — молодые женщины), которых можно с уверенностью причислить к главным героям. Причём две из них появляются лишь во второй половине сериала и потому не демонстрируют такого духовного развития, как две другие, и лишь в одном случае зрители получают исчерпывающие сведения о прошлом героини. Всё вышесказанное неоднократно ставилось критиками сериала в упрёк его создателям, так как в аниме-сериалах такое отношение к персонажам в высшей мере необычно.

Хлоя

Альтена

Кирика Юмура (яп. 夕叢 霧香 Ю:мура Кирика) — японская школьница, по неизвестным причинам потерявшая память о своей жизни вплоть до самого недавнего времени. Является ли «Кирика Юумура» её настоящим именем или это такая же фабрикация, как и остальные доступные сведения о жизни Кирики, неизвестно, сама же она уверена, что в прошлом её звали «Нуар». В начале сериала она встречается с Мирей Буке, единственной, чьё имя она помнит из прошлой жизни, и отправляется с ней в «паломничество в прошлое», дабы вернуть свою память. Полностью доверив свою судьбу молодой корсиканке Мирей Буке, пообещавшей её убить, Кирика постепенно начинает налаживать с ней отношения. Но в определённый момент выясняется, что именно она, Кирика, убила родителей Мирей, завершая очередную стадию тренировок с целью подготовить её с младенчества к роли «Истинного Нуара» — безупречного дуэта девушек-убийц, самого эффективного инструмента власти в руках Les Soldats.
Сэйю: Хоко Кувасима
Мирей Буке (яп. ミレイユ・ブーケ Мирэйю Бу:кэ, Mireille Bouquet) — молодая корсиканка, наследница некогда могущественного на Корсике клана, в раннем детстве оставшаяся сиротой. Вместе со своим дядей, Клодом Буке (Claude Bouquet), единственным членом её семьи, оставшимся в живых, она переехала в Париж, где оба стали киллерами. Убийство родителей оставило тяжёлую травму на её психике, поэтому она ухватывается за малейший шанс узнать истинную подоплёку этого преступления, соглашаясь помочь Кирике. Однако когда ей открывается истина — что её родителей, отказавшихся расстаться с дочерью, также имевшей потенциал стать частью «Истинного Нуара», убили Les Soldats, — она оказывается перед дилеммой, ибо убить Кирику, убийцу её семьи, как обещала, Мирей к тому моменту уже не в состоянии. Часто упоминается под именем «Корсиканская дочь».
Сэйю: Котоно Мицуиси
Хлоя (яп. クロエ Куроэ, Chloe) — окутанная тайной девушка, появляющаяся во второй половине сериала и именующая себя «Истинным Нуаром». Немного инфантильная, но владеющая боевыми умениями под стать Кирике, включая невероятное мастерство в метании ножей, заменяющих ей огнестрельное оружие, Хлоя с детства воспитывалась Альтеной и поэтому фанатично предана лично ей и делу Les Soldats. Будучи третьей претенденткой на роль «Истинного Нуара», она была свидетельницей убийства родителей Мирей и с тех пор питает глубокое восхищение перед Кирикой, постепенно перерастающее в почти романтические чувства.
Сэйю: Ая Хисакава
Альтена (яп. アルテナ Арутэна, Altena) — фактически, приёмная мать Хлои и очень высокопоставленное лицо в рядах Les Soldats, проживающая в т. н. «Особняке», священной для её организации территории где-то в горах на границе Франции и Испании. В раннем детстве она осталась сиротой во время неназванной войны (возможно, в одном из микроконфликтов «холодной»), после чего была изнасилована проезжим солдатом. Эта травма в значительной мере повлияла на её веру в то, что если излишняя любовь может убивать, то и ненависть может спасать жизни. В частности, это выразилось в её решении провести Le Grand Retour (с фр. — «Великое Возвращение»), реформацию общества Les Soldats с целью вернуть его к исходной средневековой форме. С этой целью она выбрала трех новорождённых девочек, одной из которых предстояло погибнуть от рук двух других, образующих тем самым «Истинный Нуар», чьё появление и станет началом реформации.
Сэйю: Тарако Исоно

## Медия

### Аниме
Аниме-сериал был создан на студии Bee Train совместно с Production AI, под руководством режиссёра Койти Масимо, по сценарию Цукимура Рёэ. Все музыкальные партии написали Кадзиура Юки, Катакура Микия, Арай Акино. За дизайн персонажей отвечали художники Кикути Ёко, Мияти Сатоко, Сиба Минако, а художником-постановщиком был Кадо Томоаки. Премьера сериала в Японии состоялась с апреля по сентябрь 2001 года на телеканале TV Tokyo.

#### Список серий
| Список серий | Список серий                                                               | Список серий        |
| № серии      | Название                                                                   | Трансляция в Японии |
| ------------ | -------------------------------------------------------------------------- | ------------------- |
| 1            | Девы с чёрными руками «黒き手の処女たち» (куроки тэ но сёдзё-тати)         |                     |
| 2            | Хлеб насущный «日々の糧» (хиби но катэ)                                    |                     |
| 3            | Игра в убийство «暗殺遊戯» (ансацу ю:ги)                                   |                     |
| 4            | Шум волн «波の音» (нами но ото)                                            |                     |
| 5            | Солдаты «レ・ソルダ» (рэ соруда)                                           |                     |
| 6            | Потерявшийся кот «迷い猫» (маёи нэко)                                      |                     |
| 7            | Чёрная нить судьбы «運命の黒い糸» (уммэй но курой ито)                     |                     |
| 8            | Неприкасаемая. Акт 1 «イントッカービレ（acte I)» (интокка:бирэ (акт I))    |                     |
| 9            | Неприкасаемая. Акт 2 «イントッカービレ（acte II）» (интокка:бирэ (акт II)) |                     |
| 10           | Настоящая Нуар «真のノワール» (син но нова:ру)                             |                     |
| 11           | Чаепитие при луне «月下之茶宴» (гэкка но тяэн)                             |                     |
| 12           | Приказано убить «刺客行» (сикакуко:)                                       |                     |
| 13           | Адский сезон «地獄の季節» (дзигоку но кисэцу)                              |                     |
| 14           | Букет для Мирей «ミレイユに花束を» (мирэйю ни ханатаба о)                  |                     |
| 15           | Леди смерть. Акт 1 «冷眼殺手（acte I）» (рэйган сассю (акт I))             |                     |
| 16           | Леди смерть. Акт 2 «冷眼殺手（acte II）» (рэйган сассю (акт II))           |                     |
| 17           | Возвращение на Корсику «コルシカに還る» (корусика ни каэру)                |                     |
| 18           | Моя тьма «私の闇» (ватаси но ями)                                          |                     |
| 19           | Две руки Солдат «ソルダの両手» (соруда но рё:тэ)                           |                     |
| 20           | Грех во грехе «罪の中の罪» (цуми но нака но цуми)                          |                     |
| 21           | Утро во тьме «無明の朝» (мумё: но аса)                                     |                     |
| 22           | В конце пути «旅路の果て» (табидзи но хатэ)                                |                     |
| 23           | Чувства к последнему цветку «残花有情» (дзанка удзё:)                      |                     |
| 24           | Возвращение тьмы «暗黒回帰» (анкоку кайки)                                 |                     |
| 25           | Бездна адского пламени «業火の淵» (го:ка но фути)                          |                     |
| 26           | Рождение «誕生» (тандзё:)                                                  |                     |

### Музыка
Все музыкальные композиции, использовавшиеся в сериале, были выпущены на двух CD официального саундтрека. Третий альбом, «Blanc dans Noir» (с фр. — «Белое в чёрном»), на двух дисках, содержит различные вариации уже знакомых мелодий и несколько новых, написанных Кадзиюрой, но не использованных в монтаже. Также на третьем альбоме находится ещё одна песня Ali Project «Aka to Kuro» (яп. 赤と黒 Ака то куро, «Красное и чёрное»), которую по неподтверждённым слухам прочили в опенинге сериала.
Открывающая тема: «Coppelia no Hitsugi» (яп. コッペリアの棺 Коппэриа но хицуги, «Гроб Коппелии»)
Исполняет группа Ali Project.
Закрывающая тема: «Kirei na Kanjo» (яп. 奇麗な感情 Кирэйна кандзё:, «Чистые эмоции»)
Текст, музыка и вокал — Акино Араи. Аранжировка — Хокари Хисааки.

### Художественный фильм
В октябре 2010 года американская телекомпания Starz объявила о намерении снять художественный фильм по мотивам аниме. Исполнительными продюсерами стали Сэм Рэйми и Роберт Таперт («Зена — королева воинов», «Легенда об Искателе»). В июне 2011 года начались съёмки.
Действие сериала перенесено в 60-е годы, сюжет заметно изменён. Кроме Мирей (её фамилия в сериале Дюбуа) и Кирики на первом плане несколько, в большинстве своём мужских персонажей.

## Критика
Как отмечает рецензент ANN, на первый взгляд «Noir» выглядит как смесь «Матрицы», «Key the Metal Idol» и «Евангелиона». Однако при более подробном анализе оказывается лишь стереотипным произведением про большие глаза, большие груди и большие пистолеты. Хотя сцены жестокости прорисованы хорошо, анимация речи, по мнению рецензента, вызовет у зрителя лишь тяжёлый вздох — движется лишь рот, но все остальное лицо персонажей остается неподвижным. В то же время рецензент отмечает качество музыкального оформления данного аниме.